# Danh sách kênh Fox tại quốc tế
Fox là thương hiệu của một số kênh có mang tên giống nhau nhưng tổ chức khác nhau và chúng đều được sở hữu bởi Fox Networks Group

## Lịch sử hình thành

### Hoa Kỳ
Năm 1981, News Corporation mua lại một nửa xưởng phim 20th Century Fox và mua tiếp nửa còn lại vào năm 1984. Năm 1985, News Corporation thông báo rằng nó đã mua lại Metromedia, một công ty chuyên về các trạm thu phát sóng truyền thanh và truyền hình, để chuẩn bị cho giai đoạn khai trương mạng lưới truyền hình thương mại Hoa Kỳ thứ tư. Ngày 4 tháng 9 năm 1985, Murdoch nhập quốc tịch Mỹ để đáp ứng yêu cầu hợp pháp rằng chỉ có những công dân Mỹ mới có thể sở hữu các trạm thu phát sóng truyền hình tại Mỹ. Năm 1986, Metromedia bị đóng cửa và Công ty Truyền thông Fox được thành lập. Mạng lưới này, được biết đến với cái tên "Fox", hiện nay đã xuất hiện trong khoảng 96%. các hộ gia đình ở Mỹ.

### Phát sóng trên thế giới
Fox đã phát triển thành nhiều kênh truyền hình giải trí tại nhiều quốc gia, kể cả Úc (FOX8), Bulgaria, Đức, Nhật Bản, Ý, Serbia, Hàn Quốc, Tây Ban Nha, Bồ Đào Nha (FOX, Fox Crime, Fox Life, FOX Next), khu vực Nam Mỹ, Thổ Nhĩ Kỳ mỗi giờ chiếu, phát sóng đều khác nhau. Hầu hết người xem ở Canada đều cài thêm một nhánh kênh khác ở Mỹ.